# Czesław Kulikowski
Czesław Kulikowski (ur. 28 czerwca 1899 w Łukawcu, zm. 3 października 1955 w Warszawie) – harcerz, doktor prawa, dyplomata.

## Życiorys
Absolwent II Gimnazjum im. Hetmana Jana Tarnowskiego w Tarnowie oraz Wydziału Prawa Uniwersytetu Jagiellońskiego. W latach 1916−1917 był drużynowym III Drużyny Harcerzy im. Michała Wołodyjowskiego oraz „komendantem miejscowym skautingu” w Tarnowie. Przez kilka miesięcy, w okresie służby wojskowej, funkcję tę pełnił wespół z Adamem Ciołkoszem. Walczył w Legionach oraz w III powstaniu śląskim w bitwie o Górę św. Anny. Kapitan rezerwy Wojska Polskiego. W latach 30. był pracownikiem Ministerstwa Spraw Zagranicznych, w tym od 1 lipca 1932 do 28 lutego 1934 prowizorycznym referendarzem w VII stopniu służbowym w Departamencie Konsularnym MSZ, w okresie od 1 marca 1934 do 31 grudnia 1935 pracował w Konsulacie Generalnym RP w Kurytybie (Brazylia) jako konsul, od 1 września 1934 kierował placówką.
W okresie II wojny światowej był więziony w obozie koncentracyjnym Auschwitz-Birkenau. Po zakończeniu wojny był naczelnikiem wydziału Urzędu Wojewódzkiego w Krakowie.
Zmarł 3 października 1955 w Warszawie. Spoczywa razem z żoną Marią z Kulczyńskich (zm. 1962), na cmentarzu Powązkowskim (kwatera 112-1-18).

## Ordery i odznaczenia
- Złoty Krzyż Zasługi (12 maja 1939)[5]
- Srebrny Krzyż Zasługi